# Марчешти (Клуж)
Марчешти (рум. Mărcești) насеље је у Румунији у округу Клуж у општини Ришка. Oпштина се налази на надморској висини од 921 m.

## Становништво
Према подацима из 2002. године у насељу је живело 275 становника, од којих су сви румунске националности.